# レッソロ
レッソロ（伊: Lessolo）は、イタリア共和国ピエモンテ州トリノ県にある、人口約1,800人の基礎自治体（コムーネ）。

## 地理

### 位置・広がり

#### 隣接コムーネ
隣接するコムーネは以下の通り。
- ボルゴフランコ・ディヴレーア
- ブロッソ
- フィオラーノ・カナヴェーゼ
- モンタルト・ドーラ
- ヴァルキウーザ
- ヴァル・ディ・キ